# Tolamolol
Tolamolol je agonist beta adrenergičkog receptora.